# Reinholds Kalējs
Reinholds Kalējs (* 26. Julijul. / 8. August 1909greg. in Riga; † unbekannt) war ein lettischer Fußballspieler.

## Karriere und Leben
Reinholds Kalējs wurde im Jahr 1909 in Riga in die Familie von Andrejs Kalējs und seiner Frau Ilze (geb. Stučka) geboren. Er besuchte die Sekundarschule und trat nach seinem Abschluss 1929 in die Fakultät für Rechts- und Wirtschaftswissenschaften der Universität Lettland ein, wo er 1939 seinen Abschluss machte.
Kalējs spielte in seiner Fußballkarriere in den späten 1920er und frühen 1930er Jahren für den LNJS Riga und LSB Riga. Mit dem LSB war er dabei in zwei Spielzeiten in der Virslīga, der höchsten lettischen Spielklasse aktiv. 